# Fotóséta

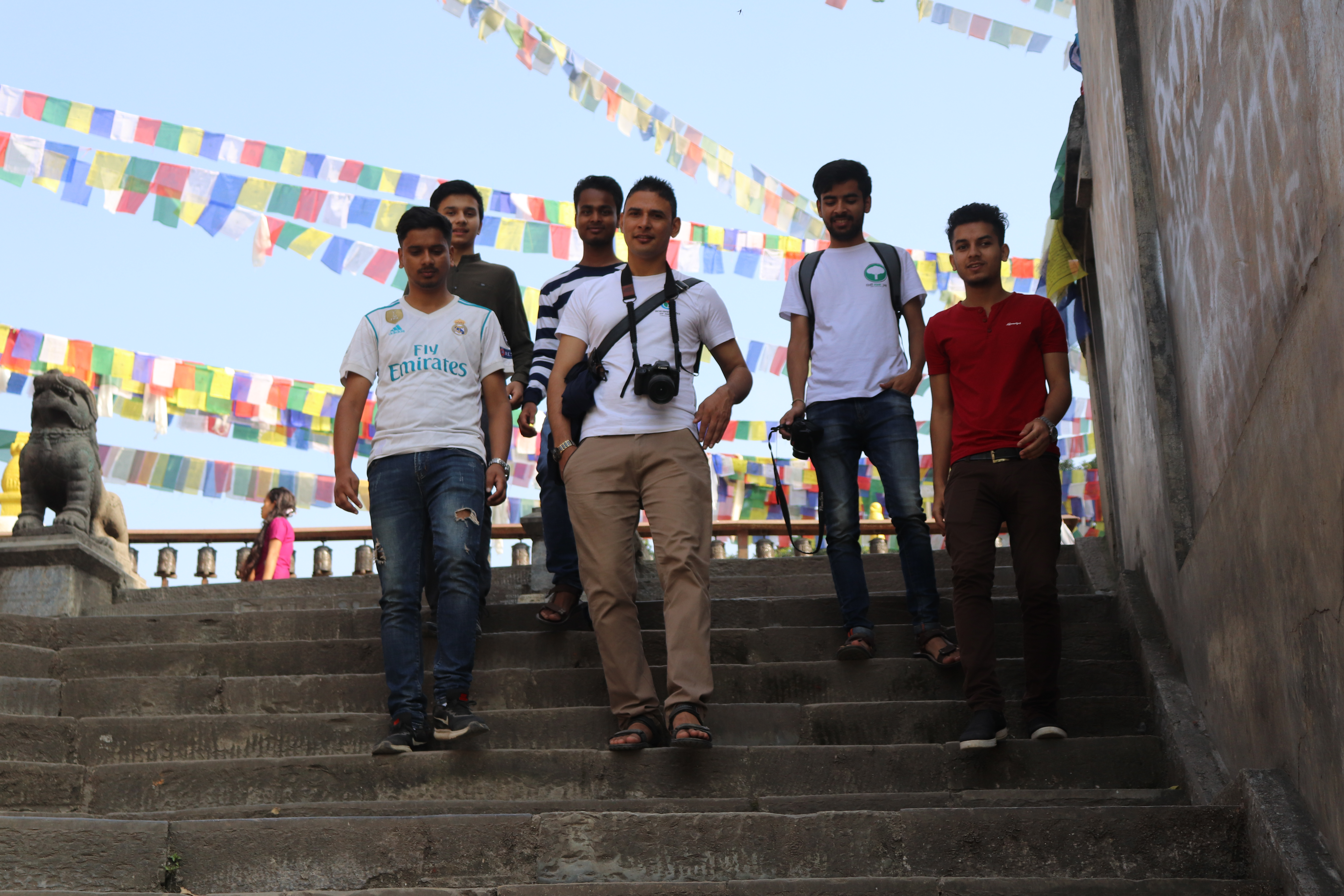
Fotóséta Nepálban

A fotóséta vagy fotótúra – közösségi aktivitás a fényképezés szerelmeseinek, akik csoportosan sétálva mindannyiuk érdeklődésére számot tartó fényképeket készítenek. Leggyakrabban fotóklubok vagy online közösségek rendezik.
A fotósétának általában nem a fotódokumentáció a fő célja, hanem a fényképezéssel kapcsolatos tapasztalat megosztása, tapasztalatszerzés.
Mint minden hosszabb séta, a fotóséta is növelheti a fizikai állóképességet.

## Történelme
A gyaloglás és a fényképezés közös történelme más fotósokkal több, mint 100 évre tekint vissza. Erre az egyik legjobb példa az 1884-ben alapított The Camera Club of New York.